# Coppa del Re 1991 (pallacanestro maschile)
La Coppa del Re 1991 è stata la 55ª Coppa del Re di pallacanestro maschile.

## Primo turno
| Squadra 1       | Totale    | Squadra 2         | Andata   | Ritorno |
| --------------- | --------- | ----------------- | -------- | ------- |
| Peñas Huesca    | 146 - 157 | OAR Ferrol        | 78 - 70  | 68 - 87 |
| Manresa         | 197 - 181 | Collado Villalba  | 104 - 90 | 93 - 91 |
| Siviglia        | 192 - 169 | Ourense           | 93 - 74  | 99 - 95 |
| Oximesa Granada | 156 - 161 | Maristas Málaga   | 89 - 86  | 67 - 75 |
| Breogán         | 156 - 163 | Canarias Tenerife | 68 - 71  | 88 - 92 |
| León            | 153 - 148 | Granollers        | 75 - 73  | 78 - 75 |
| Girona          | 168 - 161 | Caja Bilbao       | 95 - 88  | 73 - 73 |
| Murcia          | 127 - 164 | Valencia          | 54 - 86  | 73 - 78 |

## Secondo turno
| Squadra 1         | Totale    | Squadra 2       | Andata   | Ritorno  |
| ----------------- | --------- | --------------- | -------- | -------- |
| OAR Ferrol        | 149 - 154 | Manresa         | 71 - 75  | 78 - 79  |
| Siviglia          | 179 - 169 | Maristas Málaga | 77 - 79  | 102 - 90 |
| Canarias Tenerife | 179 - 207 | León            | 90 - 109 | 89 - 98  |
| Girona            | 144 - 140 | Valencia        | 71 - 69  | 73 - 71  |

## Terzo turno
| Squadra 1      | Totale    | Squadra 2     | Andata  | Ritorno  |
| -------------- | --------- | ------------- | ------- | -------- |
| Valladolid     | 138 - 161 | Manresa       | 69 - 84 | 77 - 69  |
| C.B. Saragozza | 173 - 155 | Siviglia      | 82 - 71 | 91 - 84  |
| Saski Baskonia | 155 - 146 | Caja de Ronda | 73 - 58 | 82 - 88  |
| León           | 185 - 170 | Girona        | 84 - 81 | 101 - 89 |

## Tabellone
|  | Quarti di finale  | Quarti di finale |                   |             | Semifinali                | Semifinali                |  |  | Finale | Finale |
|  |                   |                  |                   |             |                           |                           |  |  |        |        |
|  | 21 febbraio       |                  |                   |             |                           |                           |  |  |        |        |
|  |                   |                  |                   |             |                           |                           |  |  |        |        |
|  | Joventut Badalona | 83               |                   |             |                           |                           |  |  |        |        |
|  | Joventut Badalona | 83               | 23 febbraio       |             |                           |                           |  |  |        |        |
|  | Manresa           | 81               |                   |             |                           |                           |  |  |        |        |
|  | Manresa           | 81               | Joventut Badalona | 71          |                           |                           |  |  |        |        |
|  | 21 febbraio       |                  | Joventut Badalona | 71          |                           |                           |  |  |        |        |
|  |                   | Estudiantes      | 81                |             |                           |                           |  |  |        |        |
|  | C.B. Saragozza    | Estudiantes      | 81                | 70          |                           |                           |  |  |        |        |
|  | C.B. Saragozza    |                  | 24 febbraio       | 70          |                           |                           |  |  |        |        |
|  | Estudiantes       | 76               |                   |             |                           |                           |  |  |        |        |
|  | Estudiantes       | 76               | Estudiantes       | 65          |                           |                           |  |  |        |        |
|  | 22 febbraio       |                  | Estudiantes       | 65          |                           |                           |  |  |        |        |
|  |                   | Barcellona       | 67                |             |                           |                           |  |  |        |        |
|  | Barcellona        | Barcellona       | 67                | 98          |                           |                           |  |  |        |        |
|  | Barcellona        | 23 febbraio      |                   | 98          |                           |                           |  |  |        |        |
|  | Saski Baskonia    | 79               |                   |             |                           |                           |  |  |        |        |
|  | Saski Baskonia    | 79               | Barcellona        | 82          | Finale per il terzo posto | Finale per il terzo posto |  |  |        |        |
|  | 22 febbraio       |                  | Barcellona        | 82          | Finale per il terzo posto | Finale per il terzo posto |  |  |        |        |
|  |                   | Real Madrid      | 81                |             |                           |                           |  |  |        |        |
|  | Real Madrid       | Real Madrid      | 81                | 71          | Joventut Badalona         | 79                        |  |  |        |        |
|  | Real Madrid       |                  |                   | 71          | Joventut Badalona         | 79                        |  |  |        |        |
|  | León              | 70               |                   | Real Madrid | 63                        |                           |  |  |        |        |
|  | León              | 70               |                   |             | 63                        |                           |  |  |        |        |
|  |                   |                  |                   |             |                           |                           |  |  |        |        |
|  |                   |                  |                   |             |                           |                           |  |  |        |        |

## Finale
| Arbitri: | Francisco Javier Fajardo Mateo Ramos |

|                        |            |                               |
| Ortiz 19               | Punti      | 27 Winslow                    |
| Norris, San Epifanio 2 | Assist     | 4 Antúnez                     |
| Ortiz 9                | Rimbalzi   | 10 Winslow                    |
| Božidar Maljković      | Allenatori | Miguel Ángel Martín Fernández |